# Municipio de Bedford (condado de Monroe)
El municipio de Bedford (en inglés: Bedford Township) es un municipio ubicado en el condado de Monroe en el estado estadounidense de Míchigan. En el año 2010 tenía una población de 31085 habitantes y una densidad poblacional de 304,91 personas por km².

## Geografía
El municipio de Bedford se encuentra ubicado en las coordenadas 41°46′23″N 83°35′48″O / 41.77306, -83.59667. Según la Oficina del Censo de los Estados Unidos, el municipio tiene una superficie total de 101.95 km², de la cual 101.5 km² corresponden a tierra firme y (0.44%) 0.45 km² es agua.

## Demografía
Según el censo de 2010, había 31085 personas residiendo en el municipio de Bedford. La densidad de población era de 304,91 hab./km². De los 31085 habitantes, el municipio de Bedford estaba compuesto por el 96.54% blancos, el 0.51% eran afroamericanos, el 0.23% eran amerindios, el 0.82% eran asiáticos, el 0.02% eran isleños del Pacífico, el 0.66% eran de otras razas y el 1.21% pertenecían a dos o más razas. Del total de la población el 2.53% eran hispanos o latinos de cualquier raza.